# Bittereschengewächse
Die Bittereschengewächse (Simaroubaceae) sind eine Pflanzenfamilie innerhalb der Ordnung der Seifenbaumartigen (Sapindales). Es gibt Arten dieser Familie fast in den gesamten Tropen. Die bekannteste, auch in Mitteleuropa häufig als Zierpflanze gepflanzte Art ist der Götterbaum (Ailanthus altissima), der zum Verwildern neigt.

## Beschreibung

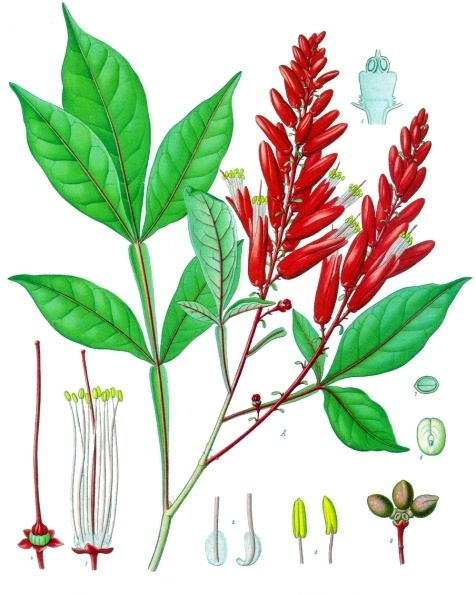
Illustration aus Köhler's Medizinalpflanzen von Quassia amara

### Vegetative Merkmale
Es sind  Bäume oder Sträucher. Bei vielen Arten ist die Rinde bitter (auch getrocknet, also auch bei Herbarbelegen); auch das Holz und die Samen sind bitter. Die wechselständig und spiralig angeordneten Laubblätter sind selten einfach (beispielsweise bei einigen Quassia-Arten), meist gefiedert. Die Blattränder sind glatt. Nebenblätter fehlen meist.

Verbreitungskarte der Familie Simaroubaceae

### Generative Merkmale
Sie sind meist zweihäusig (diözisch) oder einhäusig (monözisch) getrenntgeschlechtig; manchmal gibt es auch eingeschlechtige und zwittrige Blüten an einem Exemplar. Die Blüten stehen einzeln oder zu vielen in einfachen oder zusammengesetzten, unterschiedlich aufgebauten Blütenständen zusammen.
Die kleinen bis winzigen, meist eingeschlechtigen, selten zwittrigen Blüten sind radiärsymmetrisch und drei- bis fünfzählig (selten bis zu achtzählig). Die Kelchblätter sind meist an ihrer Basis verwachsen. Selten fehlen Kronblätter. Meist ist ein Diskus vorhanden. Es sind selten ein (beispielsweise Brucea), meist zwei Kreise mit meist fünf (drei bis acht) Staubblättern vorhanden. Bei Amaroria ist nur ein Fruchtblatt vorhanden; meist sind zwei bis fünf, selten bis zu acht Fruchtblätter vorhanden, die frei sind oder zu einem Fruchtknoten verwachsen sind; sie sind immer oberständig. Es ist eine Samenanlage je Fruchtblatt vorhanden. Einer, zwei bis fünf, selten bis zu acht Griffel sind vollkommen frei oder teilweise verwachsen.
Es werden sehr unterschiedliche Früchte ausgebildet: Wenn die Fruchtblätter nicht verwachsen sind, sind die Früchte beeren-, steinfrucht- oder flügelnussartig; es können Spaltfrüchte oder Sammelfrüchte sein. Sind die Fruchtblätter verwachsen, dann können Kapselfrüchte, Beeren, Steinfrüchte oder Flügelnüsse („Samara“) gebildet werden.

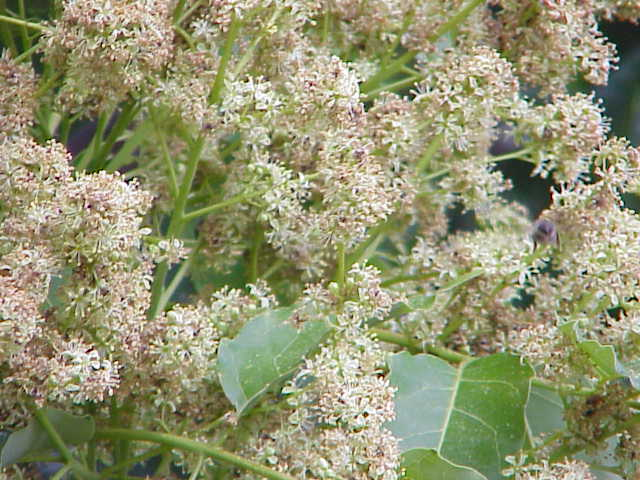
Blütenstand des Götterbaumes (Ailanthus altissima)

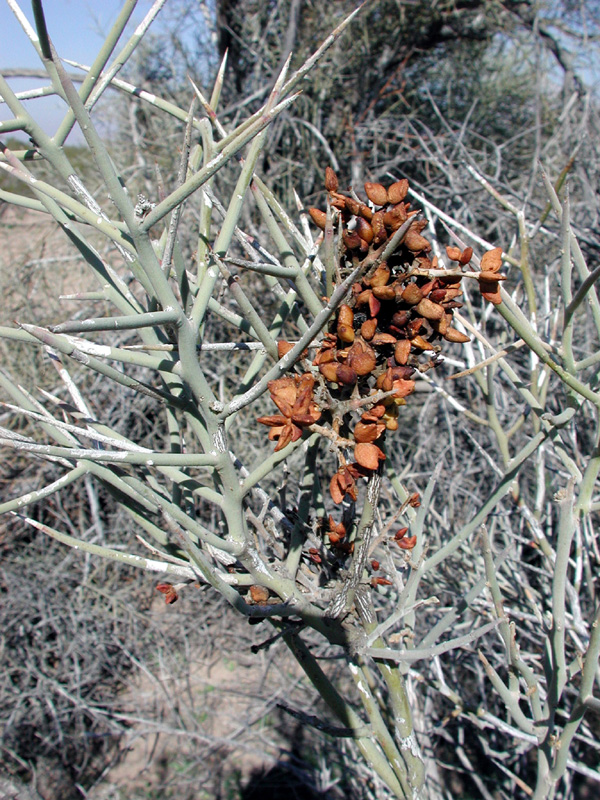
Castela emoryi mit Früchten

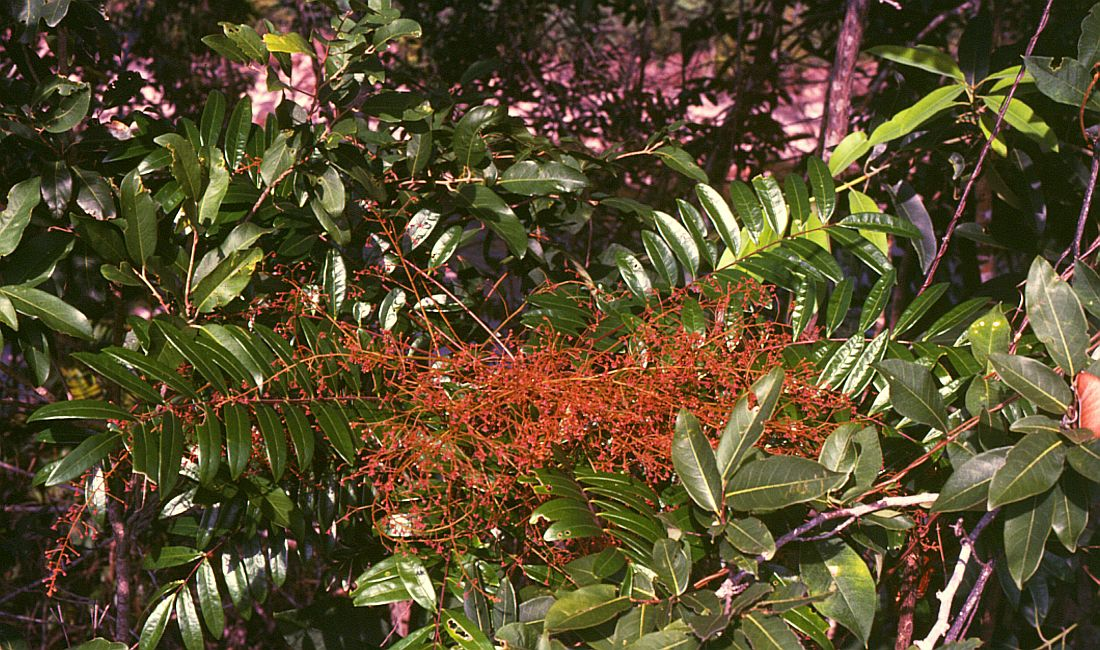
Eurycoma longifolia

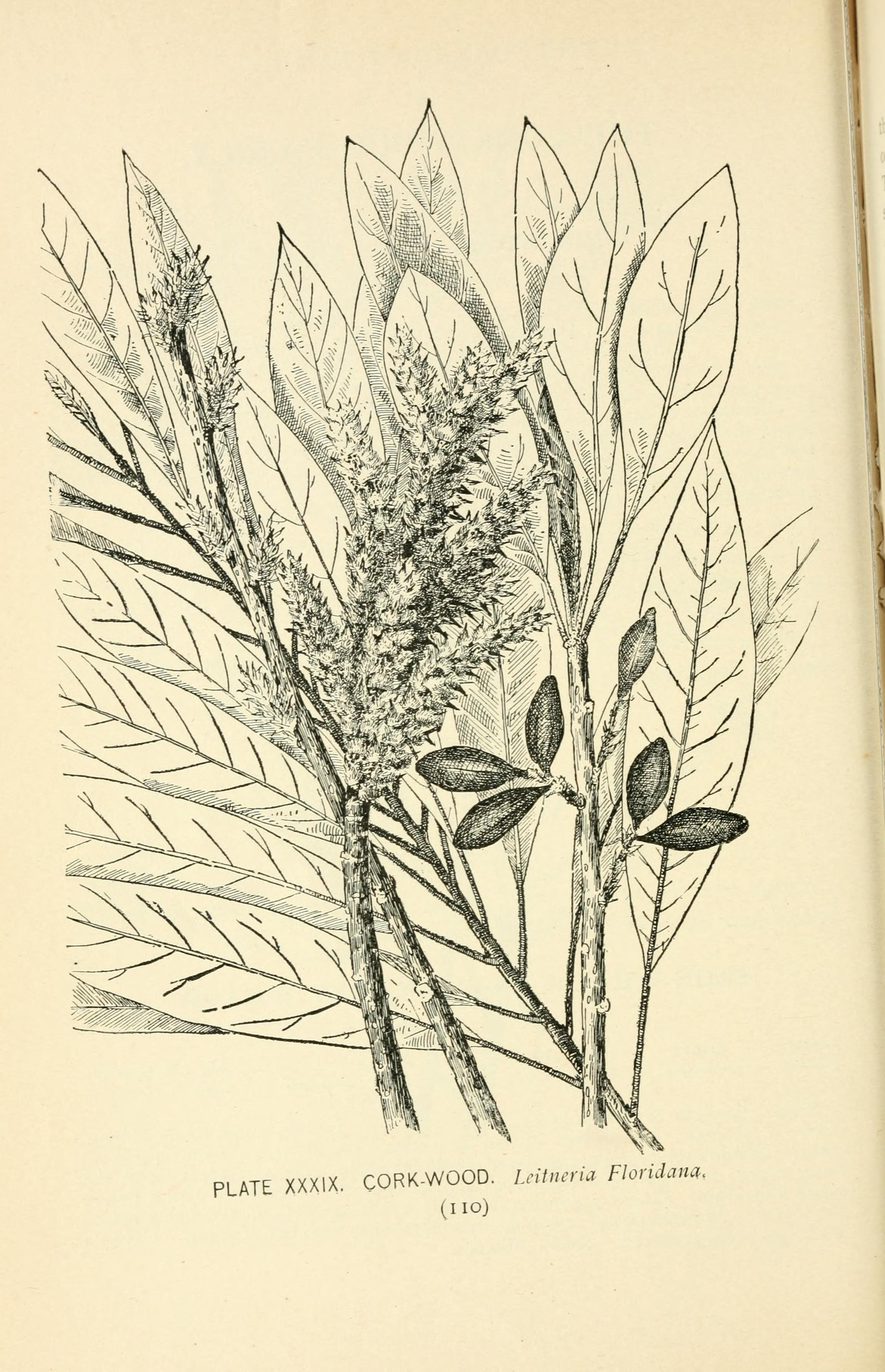
Illustration von Leitneria floridana

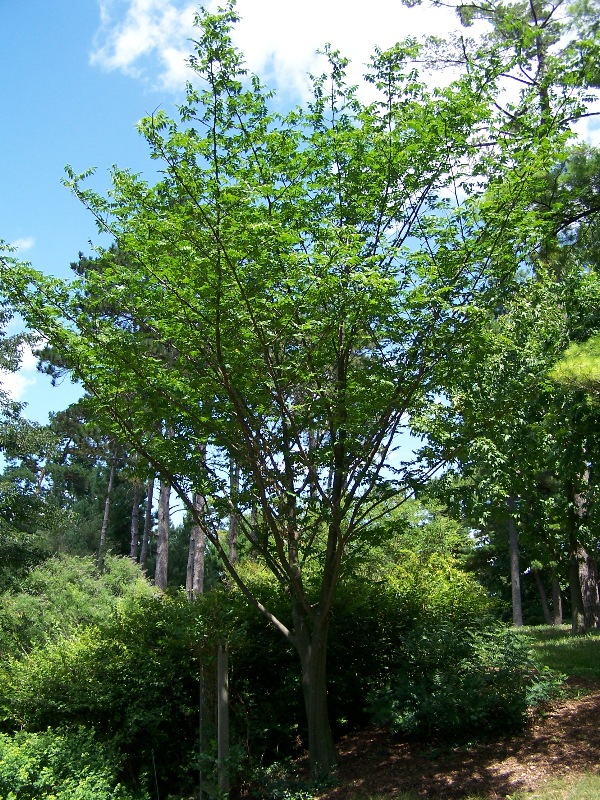
Picrasma quassioides

## Systematik
Die Familie der Simaroubaceae wurde 1811 durch Augustin-Pyrame de Candolle in Nouveau Bulletin des Sciences, publié par la Société Philomatique de Paris, 2, S. 209 aufgestellt, dort „Simarubeae“ geschrieben. Typusgattung ist Simarouba Aubl. Die Taxa der früheren Familien Ailanthaceae (Arnott) J.Agardh, Castelaceae J.Agardh, Holacanthaceae Engler, Leitneriaceae Benth. & Hook.f., Quassiaceae Bertolini, Simabaceae Horan., Soulameaceae Endl. werden hier eingeordnet.
In der Familie Simaroubaceae gibt es 21 bis 22 Gattungen mit 95 bis 100 Arten:
- Götterbäume (Ailanthus Desf.; Syn.: Hebonga Radlk.): Die etwa zehn Arten sind vom tropischen und subtropischen Asien bis zum nördlichen Australien verbreitet.[3]
- Amaroria A.Gray: Sie enthält nur eine Art:
  - Amaroria soulameoides A.Gray: Sie kommt nur auf Fidschi vor.[3]
- Brucea J.F.Mill.: Die sechs bis sieben Arten kommen im tropischen Afrika, Asien und im nördlichen Australien vor.[3]
- Castela Turpin: Die etwa 15 Arten kommen von den südwestlichen und südlichzentralen Vereinigten Staaten bis Südamerika vor.[3]
- Eurycoma Jack: Die nur drei Arten kommen in Südostasien vor, darunter beispielsweise:
  - Eurycoma longifolia Jack
- Gymnostemon Aubrév. & Pellegr.: Sie enthält nur eine Art:
  - Gymnostemon zaizou Aubrév. & Pellegr.: Sie kommt nur in Liberia und der Elfenbeinküste vor.[3]
- Hannoa Planch.: Die fünf bis sieben Arten sind im tropischen Afrika verbreitet.
- Iridosma Aubrév. & Pellegr.: Sie enthält nur eine Art:
  - Iridosma letestui (Pellegr.) Aubrév. & Pellegr.: Sie kommt nur in Gabun vor.[3]
- Laumoniera Noot.: Sie enthält nur eine Art:
  - Laumoniera bruceadelpha Noot.: Sie kommt in Indonesien vor.
- Leitneria Chapm.: Sie enthält nur eine Art:
  - Leitneria floridana Chapm.: Sie kommt nur in den USA vor und ist windbestäubt mit reduzierten Blüten. Es gibt Fundortangaben für Florida, Georgia, Missouri, Arkansas und Texas.[3]
- Nothospondias Engl.: Sie enthält nur eine Art:
  - Nothospondias staudtii Engl.: Sie kommt im westlichen und im westlich-zentralen tropischen Afrika vor.[3]
- Odyendea (Pierre) Engl.: Sie enthält nur eine oder zwei Arten:
  - Odyendea gabonensis (Pierre) Engl.: Sie kommt vom tropischen Westafrika bis Angola vor.[3]
- Perriera Courchet: Die nur ein oder zwei Arten kommen nur in Madagaskar vor.[3]
- Picrasma Blume: Die etwa neun Arten sind von Japan und dem Himalaja bis ins tropische Asien und von Mexiko bis ins tropische Südamerika verbreitet.[3]
- Picrolemma Hook.f.: Die nur zwei Arten sind im tropischen Südamerika verbreitet.[3]
- Pierreodendron Engl.: Die etwa zwei Arten sind vom tropischen Westafrika bis Angola verbreitet.[3]
- Quassia L. (inklusive Samadera Gaertn.): Die nur ein oder zwei Arten sind im tropischen Westafrika verbreitet:
  - Echter oder Surinamischer Bitterholzbaum, Surinam-Bitterholz, Bitterholzbaum oder Fliegenholzbaum, Quassiaholzbaum (Quassia amara L.)
  - Quassia indica (Gaertn.) Noot.
- Samadera Gaertn.: Die etwa fünf bis sechs Arten sind in Madagaskar, Indien, Indochina und Südostasien bis ins östliche Australien verbreitet.
- Simaba Aubl.: Die etwa 25 Arten sind von Costa Rica bis Brasilien verbreitet.[3]
- Simarouba Aubl.: Die etwa sechs Arten sind in der Neotropis verbreitet.[3]
- Soulamea Lam.: Die etwa 13 Arten sind in Südostasien und Polynesien weitverbreitet. Jeweils eine Art kommt nur auf den Seychellen und in Neuseeland vor.

Nicht mehr bei den Simaroubaceae eingeordnet werden:
- Allantospermum Forman gehören zu Ixonanthaceae
- Alvaradoa Liebm. gehören zu Picramniaceae
- Desbordesia Pierre gehören zu Irvingiaceae
- Harrisonia R.Br. ex A.Juss. gehören zur Unterfamilie Spathelioideae der Rutaceae
- Irvingia Hook.f. gehören zu Irvingiaceae
- Kirkia Oliv. gehören zu Kirkiaceae
- Klainedoxa Pierre gehören zu Irvingiaceae
- Picramnia Sw. gehören zu Picramniaceae
- Pleiokirkia Capuron gehören zu Kirkiaceae
- Recchia Sessé & Moc. ex DC. gehören zu Surianaceae